# Tratado da verdadeira devoção à Santíssima Virgem
O Tratado da verdadeira devoção à Santíssima Virgem (em francês, Traité de la vraie dévotion à la Sainte Vierge) é a obra principal de São Luís Maria Grignion de Montfort, um teólogo, sacerdote missionário e escritor francês, membro da Igreja Católica e canonizado por esta. Onde expressa a prática da Consagração a Jesus Cristo por meio da devoção à Virgem Maria. Foi impresso no século XIX, traduzido a centenas de línguas e desde então houve uma ampla difusão, servindo de inspiração para muitas comunidades cristãs.
Foi escrito nos últimos anos da vida provavelmente ao redor de 1712 em sua pequena casa na Rochelle. A história do "Tratado" não se conhece com certeza já que permaneceu oculta durante quase 130 anos. Crê-se, no entanto, que Luís Maria Grignion de Montfort lho deu ao bispo da Rochelle para o guardar e a razão pela que o escreveu no mesmo "Tratado": Primeiro foi traduzido ao inglês pelo Padre William Faber.
"Espero uma grande quantidade de bestas furiosas, que virá na fúria de rasgar com seus dentes maus este pequeno escrito e o um dos quais tem utilizado o Espírito Santo que escrevo, ou ao menos o envolve na escuridão e o silêncio de um tronco, pelo que não é ele conhecido; pelo contrário, atacarão e perseguirão aqueles e aquelas que lerem e tratarão de por em prática".
É provável que se referia aos jansenistas com os que se enfrentaram, naqueles anos, sobre o tema da devoção mariana, e que se tinha mostrado muito crítico para o missioneiro Bretão e suas atividades. Acha-se que durante a Revolução Francesa e da guerra civil que estourou nessa região estava oculto por Montfort num ataúde e enterrado no área ao redor de sua sede em Saint-Laurent-sul-Sevre para evitar que fosse destruído.
O manuscrito apareceu com várias páginas faltantes na parte inicial e algumas folhas faltantes ao final. Junto com as páginas iniciais, o título também se perdeu. No texto, a única referência ao título que parece ser o oitavo capítulo que se ocupa das práticas de devoção a Maria "como disse na primeira parte desta preparação ao Reino de Jesus cristo", o título "Tratado da verdadeira devoção à Santíssima Virgem" foi então decidido pelo superior dos monfortianos no momento da publicação que teve lugar ao ano seguinte. 

## A obra
O "Tratado" divide-se em três partes.
Na primeira parte da obra, São Luís Maria Grignion de Montfort explica sua doutrina mariana centrado na necessidade da devoção à Virgem Maria, e considera ser este o meio mais seguro e necessário para uma alma se consagrar a Deus, e isto se deve a que: Se a Virgem é necessária para Deus, de uma necessidade chamada hipotética, isto é, derivada de sua vontade, deve dizer-se que ela é ainda mais necessária para que os homens se aproximem mais de Deus.

### Segunda parte: as cinco verdades fundamentais
Explicado por tanto que deve ter uma devoção mariana, na segunda parte, São Luís de Montfort explica como deve ser esta devoção particular e começa por fixar o que ele chama de "verdades fundamentais" da devoção a Maria Santíssima:
1. Jesus cristo, nosso Salvador, verdadeiro Deus e verdadeiro homem, deve ser o objetivo final de toda nossa devoção. Caso contrário, seria uma devoção falsa e enganosa.
2. Do que Jesus cristo é para nós, devemos concluir com os Apóstolos.
3. Pelo geral, nossas melhores obras estão manchadas e corrompidas por más inclinações que há em nós. Portanto, é extremamente importante esvaziar-nos do que é mau dentro de nós se queremos adquirir a perfeição que se encontra só em união com Jesus cristo; caso contrário, Nosso Senhor, que é infinitamente puro e odeia até a mais mínima mancha na alma até o extremo, nos afasta dele e não se une a nós".
4. É mais perfeito, porque é mais humilde, não para se acercar a Deus só sem um mediador. De fato, não sem razão, Deus nos deu mediadores para Sua Majestade. Ele viu nossa indignidade e incapacidade e teve compaixão de nós. Para fazer-nos acessíveis a sua misericórdia, tem-nos provisto de poderosos intercessores em Sua Majestade. Bem, descuidar a estes mediadores e se acercar diretamente à santidade de Deus sem nenhum apoio, é carecer de humildade e respeito por um Deus tão sublime e tão santo.
5. Dada nossa debilidade e fragilidade, é muito difícil para nós guardar as graças e os tesouros recebidos de Deus. 

#### As 7 devoções falsas e a verdadeira devoção
Após explicar as bases teológicas da devoção mariana, Luís Maria Grignion de Montfort apresenta a "verdadeira devoção" a partir do que ele chama "devoções falsas", isto é, o que a devoção mariana não tem que ser:
"Portanto, é importantíssimo saber, em primeiro lugar, as falsas devoções à Santíssima Virgem para evitá-las, e a verdadeira para abraçá-la; em segundo lugar, entre muitas práticas diferentes de verdadeira devoção à Santíssima Virgem, que é a mais perfeita, a mais agradável para a Santíssima Virgem, a mais gloriosa para Deus e a mais santificante para nós, para a fazer própria. Encontro sete espécies de devotos falsos e devoções falsas à Santíssima Virgem, a saber:
1) Devotos críticos
São: "fortes, orgulhosos e presuntuosos, que após todo o que têm alguma devoção à Virgem, mas criticaram como contrária a sua gosto quase todas as práticas de piedade que a gente singela realizam ingenuamente e em honra de Nossa Senhora."
2) Devotos escrupulosos
São: pessoas que temem desonrar ao Filho honrando à Mãe; para baixar uma levantando a outra.
3) Devotos externos
Os "devotos externos" são: as pessoas que fazem toda a devoção a Maria consistem em práticas externas. Recitam muitos rosários, mas rapidamente. Escutam várias missas, mas sem atenção. Participam em procissões, mas sem devoção. Subscrevem a todas as confrarias marianas, mas sem mudar suas vidas, nem vencer suas paixões, nem imitar as virtudes desta Santíssima Virgem.
4) Devotos presuntuosos
os "devotos presuntuosos" são: pecadores a graça de suas paixões e amantes do mundo. Baixo o belo nome de cristãos e devotos da Santíssima Virgem, esconde-se o orgulho, a avareza, a impureza, a embriaguez, a ira, a blasfêmia, a difamação, a injustiça, etc.
5) Os devotos inconstantes
Os "devotos inconstantes" são: aqueles que são devotos da Santíssima Virgem só a intervalos e de acordo com o capricho.
6) Os devotos hipócritas
os "devotos hipócritas" são aqueles que "ocultam seus pecados e seus maus hábitos baixo o manto desta Virgem fiel, para aparecer aos olhos de outros diferentes do que são".
7) Os devotos interessados
São aqueles que recorrem à Santíssima Virgem sozinho para ganhar provas, para evitar perigos, para recuperar de uma doença ou para outras necessidades deste tipo. Sem estas necessidades, irão de esquecê-la.
Depois conclui a segunda parte que se apresenta a "verdadeira devoção", isto é, apresentar e práticas internas e externas e explicar o que deve ser que a devoção: "Descobrindo e condenando as falsas devoções à Virgem, há que definir breve mente o verdadeiro. É:"
1. Interior
É "interior" o que é: começa desde a mente e desde o coração; deriva-se da estima que um tem dela, da grande ideia que se forma de sua grandeza e do amor que um lhe brinda"
2. Terno
É "terno", isto é: "cheio de confiança na Santíssima Virgem, da mesma confiança que um menino tem em sua mãe "Insiste á alma a recorrer a Maria, em todas suas necessidades materiais e espirituais, com muita singeleza, confiança e ternura [...]»
3. Santo
É "santo", isto é: Leva a alma a evitar o pecado e imitar as virtudes da Virgem.
4. Constante
É "constante", isto é: "confirma a alma no bem e faz que não abandone facilmente as práticas de piedade"
5. Desinteressado
Finalmente é "desinteressado" o que é: "move a alma a não se procurar a si mesma, sinta sozinha a Deus em sua santa Mãe". Um verdadeiro devoto de Maria não serve a esta Augusta Rainha por um espírito de ganho e interesse, por seu bem temporário, eterno, físico ou espiritual, mas porque ela merece ser servida, e Deus só nela ".

### Terceira Parte: consagração total a Cristo através de María

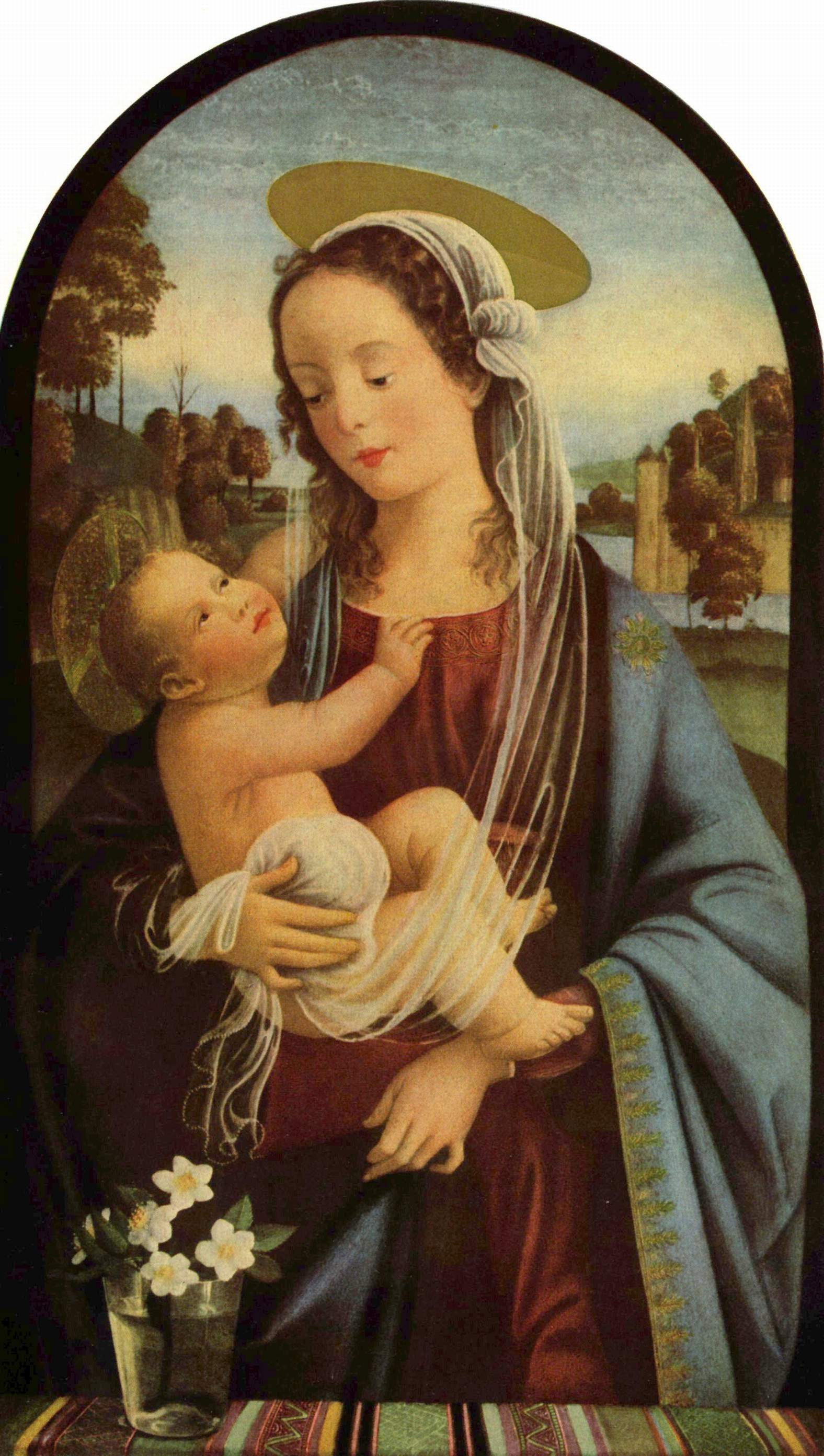
Pintura da virgem María realizada por Domenico Ghirlandaio

Na terceira parte, Luís Maria Grignion de Montfort apresenta o ponto central de sua doutrina mariana, isto é, a consagração total a Cristo através de Maria:
Devemos dar todo o que temos na ordem da natureza e a graça e todo o que podemos ter na ordem da natureza, a graça ou a glória. E isto por toda a eternidade e sem reclamar nem esperar nenhuma outra recompensa por nossa oferta e nosso serviço que a honra de pertencer a Jesus cristo através de Maria e Maria, inclusive se este adorável soberano não foi, como sempre, a mais generosa e agradecida das criaturas".
Luís Maria Grignion de Montfort a seguir listam-se as "razões que deveriam fazer a apreciar esta consagração e os efeitos que isto produz" e, como o fez em outras partes do "Tratado", explica esta vida de consagração utilizando como exemplos alguns episódios bíblicos, sobretudo a história de Rebeca e Jacó, onde se consagrou este último, enquanto seu irmão Esaú, isto é, os réprobos não devotos ou falsos devotos, e desta maneira se explica como estas duas categorias se comportam com Maria e o que faz para eles.
A terceira parte conclui retomando as práticas internas e externas necessárias para poder "consagrar", que Luís Maria Grignion de Montfort mencionou na segunda parte, e que ele tinha apresentado só como "formas de devoção". Portanto, tem sete práticas externas:
A primeira: Consiste nos exercícios preparatórios que:" após ter passado ao menos doze dias para desfazer do mundo dos espíritos, na contramão do espírito de Jesus cristo, dedicam três semanas para encher de Jesus cristo pela Santíssima Virgem". Que concluem pronunciando e assinando a fórmula da consagração (que ele escreve nos apêndices do "Tratado");
A segunda: Consiste em recitar todos os dias a "Coroa da Santíssima Virgem".
A terceira: Prescreve levar uma corrente de ferro abençoada como símbolo de que um é "escravo de Jesus em Maria".
A quarta: Consiste em celebrar a solenidade da Anunciação (25 de março).
A quinta: Consiste em rezar o Rosário todos os dias;
A sexta: É de recitar o Magnificat para: agradecer a Deus pelas graças outorgadas à Santíssima Virgem.
A sétima: Prevê o desapego do mundo: Os servos fiéis de Maria devem desprezar, odiar e fugir do mundo corrupto. Usamos práticas de desapego do mundo, como o indicamos na primeira parte.
Com respeito às práticas internas, por outro lado, divide-as em quatro formas de atuar: "consistem em levar a cabo todas suas ações através de Maria, com Maria, em Maria e por Maria, para as cumprir mais perfeitamente através de Jesus, com Jesus, em Jesus e para Jesus"; é atuar de acordo com o espírito de Maria: "obedecer na cada ação e deixar-se comover na cada ação por seu espírito, que é o Espírito Santo de Deus"; atuando a imitação de Maria: "olhando a Maria como o modelo perfeito de toda a virtude e santidade, modelada pelo Espírito Santo numa criatura simples, para que os imitemos segundo nossas pobres habilidades"; atuar junto a Maria, "a Virgem e o verdadeiro paraíso terrestre do novo Adão, você tem que viver no interior formoso de Maria com a complacência, que descanse em paz, se baseiam na confiança, ocultando de forma segura e se perde sem reservas e para atuar ao serviço de Maria: "devemos fazer todas nossas ações por Maria". De fato, quem dedicou-se completamente a seu serviço, é correto que faça tudo por ela como se faz um servidor, um servidor e um escravo".
Conclui o "Tratado" ao incluir no apêndice um método, composto por práticas interiores e exteriores, para preparar-se para a EucaristIa e recebê-la, e para que se pronuncie e firme o texto para a consagração.